# زمین‌لرزه ۱۹۳۳ سانریکو
زمین‌لرزه سانریکو  در تاریخ ۲ مارس ۱۹۳۳ میلادی، برابر با ‎۱۱ اسفند ۱۳۱۱، ساعت ۱۷:۳۱:۰۰ به زمان یوتی‌سی در ژاپن ، منطقه سانریکو رخ داد. ژرفای این زلزله ۳۵ کیلومتر بود. بزرگی آن ۸٫۴ در مقیاس Mw اعلام شده‌است. زمین‌لرزه به وقت محلی در روز جمعه، ساعت ۳ روی داده و منطقه زمانی آن یوتی‌سی +۱۰ بوده‌است .
سازمان زمین‌شناسی آمریکا نیز جای این زمین‌لرزه را در مختصات ۳۹°۰۶′شمالی ۱۴۴°۴۲′شرقی / ۳۹٫۱°شمالی ۱۴۴٫۷°شرقی و بزرگی آنرا برابر با ۸٫۴ در مقیاس ریشتر اعلام کرده‌است. ژرفای گزارش شده از سوی این سازمان ۱۰ کیلومتر می‌باشد.
تعداد زخمیان ۱۰۹۲ نفر برآورده شده‌است.سونامی نیز در این زلزله گزارش شده‌است.